# Julieta Dobles
 Julieta Dobles Yzaguirre (sinh ngày 1 tháng 3 năm 1943 tại San José, Costa Rica) là một nhà thơ, nhà văn, nhà giáo dục người Costa Rica. Bà là người chiến thắng năm lần của Premio Nacional Aquileo J. Echeverría và là người chiến thắng năm 2013 của Giải thưởng văn hóa quốc gia Magón.

## Tiểu sử
Dobles hoàn thành nghiên cứu của mình Đại học Costa Rica nơi bà học triết học và ngôn ngữ học. Bà cũng đã nhận bằng thạc sĩ về triết học Tây Ban Nha, chuyên về văn học Mỹ gốc Tây Ban Nha, từ Đại học Bang New York tại Stony Brook.
Dobles là giáo sư giáo dục trung học, đồng thời là giáo sư văn học, giao tiếp và ngôn ngữ, tại Đại học Escuela de Estudios tại Đại học Costa Rica, Dobles đã điều phối nhiều hội thảo về văn học. Bà là thành viên của Viện hàn lâm Costarricense de la Lengua, chiếm ghế H.
Năm 1977, cùng với Laureano Albán, Carlos Francisco Monge và Ronald Bonilla, Dobles đã ký Tuyên ngôn siêu việt.  
Những bài thơ và bài báo của bà đã được xuất bản trên nhiều tạp chí và tạp chí khác nhau, cả in và kỹ thuật số.

## Giải thưởng
Dobles là người chiến thắng năm lần của Premio Nacional Aquileo J. Echeverría cho thơ, giành giải thưởng vào các năm 1968, 1977, 1992, 1997 và 2003. Bà đã giành giải Biên tập viên Premio Costa Rica năm 1975, giải thưởng dành cho Á hậu Premio Adonáis de Poesía năm 1981 và Giải thưởng văn hóa quốc gia Magón năm 2013.